# HK Alfa Ljubljana-Vevče
HK Alfa Ljubljana-Vevče (celým názvem: Hokejski klub Alfa Ljubljana-Vevče) byl slovinský klub ledního hokeje, který sídlil v Lublani ve Středoslovinském regionu. Založen byl v roce 2005. Mužstvo zaniká v roce 2009 kvůli finančním problémům. Ve slovinské nejvyšší soutěži mužstvo působilo po celou dobu existence. Klubové barvy byly modrá a žlutá.
Své domácí zápasy odehrával v hale Ledena dvorana Alfa.

## Přehled ligové účasti
Zdroj:
- 2005–2009: Slovenska hokejska liga (1. ligová úroveň ve Slovinsku)

## Bývalí známí hráči
- Milan Hafner
- Peter Rožič
- Tomaž Vnuk
- Bojan Zajc